# Striscia ragazza striscia
Striscia ragazza striscia (Crawlspace) è un film del 1986 diretto da David Schmoeller. 
Il film, con protagonisti Klaus Kinski e Talia Balsam, venne prodotto da Roberto Bessi, sceneggiato da David Schmoeller.

## Trama
Karl Guenther è un nobiluomo di campagna che ha un debole per la sua giovane ed attraente inquilina. Jessica, giovane stella nascente di una soap opera, Harriet, una sensuale e vivace segretaria, Sophie, un'esperta pianista, che gode di rapporti selvaggi con il suo fidanzato, e Lori, una giovane studentessa di college che si è appena trasferita in una camera di recente "lasciata libera": tutti vivono nel ben tenuto appartamento di Karl. La discordia è generata dal suono "toc, toc, toc" che si avverte durante la notte provenire dal solaio sopra le loro stanze. Karl dice loro che sono solo dei topi ma in realtà è Karl che spia su di loro. Uno dopo l'altro, gli inquilini diventano le sue vittime, ognuno sottoposto ad una prova raccapricciante. Solo Lori resta viva per svelare il segreto del diabolico Karl. Entra nel solaio, ed è sola con un pazzo capace di tutto.

## Distribuzione

### Edizioni home video
Il film è stato pubblicato in DVD nel 2002 dalla MGM assieme a The Attic.